# Dan Potts
Daniel Potts, né le 13 avril 1994 à Barking, est un footballeur anglais qui joue au poste de défenseur.

## Biographie

### En club
Formé à West Ham United, Dan Potts fait sa première apparition au niveau professionnel à l'occasion d'un match de contre Barnsley le 17 décembre 2011. Le 22 janvier 2012, il est envoyé en prêt pour un mois à Colchester United.
Le 20 novembre 2013, il est prêté à Portsmouth.
Le 29 mai 2015, Potts s'engage pour deux saisons avec Luton Town.

## Palmarès

### En club
- Luton Town
  - Champion d'Angleterre de troisième division en 2019.

### Distinctions individuelles
- Membre de l'équipe type de Football League Two en 2018.